# Kelli Williams
Pour les articles homonymes, voir Williams.
Kelli Williams, née le 8 juin 1970 à Los Angeles, en Californie, est une actrice et réalisatrice américaine.

## Biographie
Elle est la fille de l'actrice Shannon Wilcox et d'un chirurgien plasticien, mais ses parents divorcent lorsqu'elle a treize ans. Elle commence sa carrière très jeune au théâtre puis à la télévision.
On l'a aperçue dans Code Quantum entre autres et dans un téléfilm, L'Enfer blanc, d'après une histoire vraie.
Mais c'est avec le rôle de l'avocate Lindsay Dole dans la série The Practice : Bobby Donnell et Associés, qu'elle incarne de 1997 à 2003, qu'elle est reconnue par le public. Après son départ de la série, elle obtient un autre rôle récurrent : celui du docteur Natalie Durant dans NIH : Alertes médicales, mais faute de succès, la série s'est arrêtée au bout d'une saison. Elle enchaîne ensuite des apparitions télévisées.
De 2009 à 2011, elle a partagé la vedette avec Tim Roth dans la série Lie to Me. De 2012 à 2013, elle a le rôle récurrent de Jackie Clarke dans American Wives.
De 2016 à 2022, elle a principalement travaillé en tant que réalisatrice pour diverses séries télévisées, notamment The Resident, The Fosters, et All American.
Depuis 2023, elle interprète Margaret Reed dans la série télévisée Found.

### Vie privée
Elle était mariée à Ajay Sahgal de 1996 à 2017. Elle a trois enfants avec lui : Kiran Ram (en mai 1998), Sarame Jane (le 3 février 2001) et Ravi Lyndon Sahgal (le 11 juillet 2003).
Depuis 2023, elle est en couple avec la danseuse, choréographe et metteuse en scène Lynsey Peisinger.

## Filmographie

### Série télévisées
- 1989 : La Belle et la Bête : Lisa, jeune
- 1989 : Day By Day : la copine de Ross
- 1989 : CBS Summer Playhouse : Natalie
- 1989 : Island Son : Elisa Bordinet
- 1989 : Code Quantum : Shannon
- 1990 : Elvis : Mattie Walker
- 1991 : CBS Schoolbreak Special : Cassie O'Brian
- 1991 : L'Équipée du Poney Express (The Young Riders) : Emily Metcalfe
- 1992 : New York, police judiciaire : Maggie Carson (saison 2, épisode 17)
- 1992 : Les Sœurs Reed (Sisters) : Sarah Moran
- 1992 : Guerres privées (Civil Wars)
- 1994 : La Vie à cinq (Party of Five) : Annie Alcott
- 1995 : Earth 2 : Mary
- 1995 : New York News (en) : Ellie
- 1996 : Un drôle de shérif (Picket Fences) : Hannah Mary Beiler
- 1997 - 2003 : The Practice : Donnell et Associés : Lindsay Dole
- 1998 : Ally McBeal : Lindsay Dole
- 2002 : Scrubs : Kristen Murphy
- 2003 : Le Justicier de l'ombre (Hack) : Charlotte Weston
- 2003 : The Lyon's Den (en) : Monica Crane
- 2004 - 2005 : NIH : Alertes médicales (Medical Investigation) : Dr Natalie Durant
- 2005 : New York 911 (Third Watch) : Dr Natalie Durant
- 2006 : Women in Law : Pamela (pilote non diffusé)
- 2007 : New York, section criminelle (New York: Criminal Intent) : Holly Lauren / Kathleen Shaw (saison 6, épisode 22)
- 2007 - 2008 : Men in Trees : Leçons de séduction (Men in Trees) : Julia Switzer
- 2009 - 2011 : Lie to Me : Gillian Foster
- 2011 : Esprits criminels  (Criminal Minds) : Shelley Chamberlain
- 2011 : Mentalist : Beth Flint
- 2012 - 2013 : American Wives (Army Wives) : Jackie Clarke
- 2014 - 2015 : NCIS : Enquêtes spéciales (NCIS) : Maureen Cabot
- 2015 : Conscience Morale (Ties that Bind) : Allison McLean
- 2016 : The Fosters : Justina Marks
- 2016 : New York, unité spéciale : Mélanie Harper (saison 18, épisode 2)
- 2023 : Found : Margaret Reed

#### Films
- 1989 : The Case of the Hillside Stranglers de Steve Gethers : Margaret Wilson
- 1989 : Out on the Edge de John Pasquin : Melissa
- 1990 : Zapped Again! de Doug Campbell : Lucy
- 1990 : Ma vie de babysitter (My Life as a Babysitter) : Kelly
- 1991 : Confusion tragique (Switched at Birth) de Waris Hussein : Irisa
- 1992 : Jusqu'à ce que la mort nous sépare (A Woman Scorned: The Betty Broderick Story) de Dick Lowry
- 1992 : Her Final Fury: Betty Broderick, the Last Chapter de Dick Lowry : Kate Broderick
- 1993 : For Their Own Good de Ed Kaplan : Erma
- 1993 : Lifepod de Ron Silver : Rena Jahnusia
- 1994 : L'Enfer Blanc (Snowbound: The Jim and Jennifer Stolpa Story) de Christian Duguay : Jennifer Stolpa
- 1993 : Mr. Jones de Mike Figgis : Kelli
- 1994 : There Goes My Baby de Floyd Mutrux : Sunshine
- 1996 : Mary et Tim (Mary & Tim) : Justine Melville
- 1996 : E=mc2 de Benjamin Fry : Claire Higgins
- 1996 : Voices from the Grave de David Jackson : Yvonne Shuster
- 1999 : Sweetwater : Cami Carlson
- 1999 : Kimset de Billy Wirth : Kelly
- 2000 : It's a Shame About Ray d'Ajay Sahgal : Anna
- 2000 : Charlie (Flowers for Algernon) : Alice Kinian
- 2004 : Un fiancé pour Noël (A Boyfriend for Christmas) : Holly Grant
- 2006 : Pour te revoir un jour  (Murder on Pleasant Drive): Deanna Whelen
- 2008 : Elle court, elle court... la rumeur (The One That Got Away) : Joanna
- 2018 : Noël avec ma fille (Christmas Solo) : Jennifer

### Réalisatrice
- The Practice : Bobby Donnell et Associés (1 épisode, 2004)
- American Wives (1 épisode, 2013)
- Rosewood (1 épisode, 2017)
- The Fosters (3 épisodes, 2016-2018)
- Charmed (1 épisode, 2019)
- Good Trouble (1 épisode, 2019)
- Sweet Magnolias (2 épisodes, 2020)
- The Resident (7 épisodes, 2019-2022)
- All American (7 épisodes, 2020-2022)
- All American: Homecoming (1 épisode, 2022)
- Walker (1 épisode, 2022)
- Big Sky (1 épisode, 2022)

### Productrice
- It's a Shame About Ray (2000)

## Anecdotes
- Elle parle le français et l'espagnol.

## Voix françaises
- Laura Préjean dans :
  - The Practice
  - NIH : Alertes médicales
  - Le Justicier de l'ombre
  - Ally McBeal[1]
  - Un fiancé pour Noël
  - Lie to Me
  - Esprits criminels
  - American Wives
  - Ties That Bind
  - Flynn Carson et les Nouveaux Aventuriers
- Séverine Morisot dans L'Enfer Blanc[1].